# فيران بول
فيران بول (28 فبراير 1983 بأندورا لا فيلا في أندورا - ) هو لاعب كرة قدم أندوري في مركز حراسة المرمى. شارك مع منتخب أندورا لكرة القدم. أما مع النوادي، فقد لعب مع نادي لوسيتانوس ونادي أندورا لكرة القدم وUE Sants ‏ وUA Horta ‏.

## وصلات خارجية
- فيران بول على موقع الاتحاد الدولي (مؤرشف)  (الإنجليزية)
- فيران بول على موقع الاتحاد الأوربي (الإنجليزية)
- فيران بول على موقع قاعدة بيانات كرة القدم.إي يو (الإنجليزية)
- فيران بول على موقع ناشيونال فوتبول تيمز (الإنجليزية)
- فيران بول على موقع Soccerway.com (الإنجليزية)
- فيران بول على موقع عالم كرة القدم.نت (الإنجليزية)